# Маттссон, Матти
Ма́тти Ма́ттссон (фин. Matti Mattsson; род. 5 октября 1993, Пори, Турку-Пори) — финский пловец. Бронзовый призёр Олимпийских игр 2020 в Токио. Бронзовый призёр чемпионата мира 2013 года. В 2013 году в борьбе за звание «Спортсмен года в Финляндии» занял третье место.

## Биография
Родился 5 октября 1993 года в Пори, в Финляндии.
На летней Олимпиаде 2012 в заплыве 200 метров брассом не сумел пройти в финал, показав 17-й результат.
В 2013 году на чемпионате мира по водным видам спорта в Барселоне завоевал бронзу на дистанции 200 метров брассом с результатом 2.09,95 (новый рекорд Финляндии). Эта медаль стала первой для Финляндии на чемпионатах мира по водным видам спорта за последние 10 лет.
31 марта 2016 года включён в состав олимпийской сборной страны на летней Олимпиаде 2016.
В 2021 году стал бронзовым призёром в плавании на 200 метров брассом на Олимпийских играх 2020. Его медаль стала первой для Финляндии на этих Олимпийских играх.